# Какимото, Фука
Фука Какимото (яп. 柿本 風香, родилась 20 августа 1984 года — японская рестлерша, боец смешанных единоборств и модель, известная также как просто Фука (яп. 風香). Обучалась в JDStar в рамках программы промоушна Athtress, дебютировала в реслинге в феврале 2004 года и собрала большое количество своих фанатов. В 2005—2006 годах провела три MMA-боя (две победы, одно поражение), за время выступления стала «принцессой чемпионата Pro-Wresting» (чемпионкой среди женщин), принцессой Кэцудэка и чемпионкой мира в командных боях по версии TWF. С июля 2007 года выступала в независимых реслинг-лигах, организовывала собственные серии боёв «Фестиваль Фуки». Неоднократно бывала в Мексике, выступая в независимых промоушенах. В марте 2010 года завершила карьеру профессионального рестлера, став тренером для нового соревнования World Wonder Ring Stardom, с сентября того же года генеральный менеджер. Как модель известна по сотрудничеству с Platinum Production.

## Профессиональная карьера

### JDStar (2004—2007)
Тренировку прошла в школе JDStar, попав в последний поток участниц программы продвижения Athtress, которая готовила не только физически сильных, но и красивых женщин, которые должны были стать звёздами японского телевидения
. Под именем Фука дебютировала 29 февраля 2004 года в командном бое с Кюсэй Ниндзя Ранмару против Кадзуки и Томойя, потерпев поражение. За череду поражений подряд Фука получила прозвище «Хару Урара женского реслинга» в честь лошади, проигравшей очень много скачек подряд в Японии. При этом у Фуки появилось множество фанатов среди мужчин, благодаря чему она попала даже на All Japan Pro Wrestling, выступив 7 августа 2005 года против Кэйко Сайто и проиграв.
В феврале 2006 года JDStar объявил о том, что Фука является полноправной его сотрудницей. В апреле того же года Фука дебютировала в турнире Принцессы Лиги, который выявлял чемпионку («принцессу») Pro-Wresting (POP). С результатом 3 победы, одна ничья и одно поражение Фука вышла в полуфинал, победив Аюми Курихару, а в финале победила Нацуки Тайё и выиграла титул «принцессы» Pro-Wrestling. 23 июля того же года она защитила титул, победив Бэмби из промоушена Кайэнтай Додзё. В том же году она трижды защитила титул, победив Маи Итии 22 октября, Юри Ураи 5 ноября и Карибский Ром 3 декабря. 23 июня того же года она выступила на турнире, организованном рестлером Ультимо Драгон: в первом раунде со своим братом Даити, Кота Ибуси и Сэйя Морохаси одержала победу над командой, где были Банана Сэнга, Гильермо Акиба, Хисамару Тадзима и Тоюдзюки Леон; в полуфинале Фука, Даити и Ибуси победили команду, где были Антонио Хонда, Франческа Аппленья и Мори Бернард; в финале вместе с Ибуси нанесла поражение Синдзицу Нохаси и Ёсицунэ и победила. Тем не менее, 31 декабря 2006 года Фука всё же потеряла титул чемпионки Pro Wrestling, проиграв Нацуки Тайё на NEO Japan Ladies Pro Wrestling. В том же году стала обладателем титула «комедийной принцессы Кэцудэка» (POK) и чемпионкой в командных боях с Сюу Сибутани.
3 марта 2007 года Фука проиграла на юбилейном матче Нанаэ Такахаси, а 21 марта проиграла в одиночном бою Аяко Хамада, в ходе которого Хамада откровенно грубила. После проигрыша Фука в истерике заявила, что больше не будет участвовать. 13 апреля JDStar исключил Фуку из своего состава из-за «плохого самочувствия», но 18 мая она вернулась на командный бой с Хироё Мацумото, в котором потерпела поражение от Аюми Курихара и Сюу Сибутани. Спустя три дня JDStar заявил о своём самороспуске, назначенном на 16 июля, а в тот день Фука с тренером Ягуар Ёкотой одержала победу над Мисаки Охата и Сюу Сибутани.

### Независимые промоушены и Fuka Matsuri (2007—2010)
Фука начала участвовать в независимых промоушенах и создавать свои: 30 сентября 2007 года состоялись первые бои в промоушене Fuka Maysuri, а именно командный поединок 4 на 4 с участием Фуки и Нанаэ Такахаси. В течение следующих двух лет примерно раз в три месяца проводились бои в этом промоушене, куда Фука приглашала друзей и родственников. 7 октября 2007 года Фука участвовала в боях, организованных Pro Wrestling Sun (Нанаэ Такахаси) и Pro Wrestling Zero1, победив Трэйси Тейлор в бою за титул чемпионки мира по версии Европейской ассоциации реслинга (англ. European Wrestling Association / EAW).
24 февраля 2008 года на третьем событии Fuka Matsuri, отмечая свои 4 года в реслинге, Фука участвовала в двух командных боях: с Хикару против Монстер Блэка и Сюу Сибутани (победа) и со своим братом Даити против отца Масахидэ и брата Гэнки. 11 мая дебютировала в турнире Toryumon Mexico в Мехико в командном бою с Саори против Хироки Ягинума и Мима Симода (поражение). В Мексике она выступала в образе лучадора в маске под псевдонимом «Тигр Фука» (исп. Tigre Fuka). 31 августа Фука провела пятое мероприятие Fuka Matsuri в родном городе Нара, победив в паре с отцом Масахидэ команду Гэнки Какимото и Монстер Блэка.
11 октября 2008 года Фука дебютировала в Dragon Gate, победив «Голливуда» Сталкера Итикаву. Выступала в нескольких промоушенах дзёси, в том числе Ibuki, Ice Ribbon, JWP Joshi Puroresu и Sendai Girls' Pro Wrestling. 22 февраля 2009 года в 5-ю годовщину своего дебюта Фука на турнире Fuka Matsuri 7 в паре с Нанаэ Такахаси нанесла поражение Харуке Мацуо и Ёсико Тамура.
5 июля 2009 года в команде с Ёсико Тамура Фука вернулась на соревнования NEO Japan Ladies Pro Wrestling в так называемый Летний турнир (Mid Summer Tag Tournament VIII). Ими были побеждены в четвертьфинале пары Ая Юки — Минори Макиба и Аюми Курихара — Кана, но в финале Фука и Тамура проиграли Эми Сакуре и Нанаэ Такахаси. 21 октября Фука объявила об уходе из реслинга следующей весной. 23 декабря 2009 года состоялось мероприятие Fuka Matsuri 12, на котором Фука проиграла в главном бою вечера Мэйко Сатомура. 25 февраля 2010 года Фука вернулась в Мексику в рамках прощального турне, выступив на International Wrestling Revolution Group под именем Тигр Фука и в командном матче с Флор Металика победив Ла Дьяболику и Леди Метал. Через 3 дня она выступила на прощальном событии в Тлальнепантла-де-Бас, а 28 марта 2010 года в Токио в Коракуэне провела прощальный поединок, потерпев поражение от Нанаэ Такахаси.

### World Wonder Ring Stardom (2010—2017)
7 сентября 2010 года Фука и промоутер Росси Огава на пресс-конференции объявили о создании нового реслинг-промоушена под названием World Wonder Ring Stardom, генеральным менеджером которого должна была стать Фука. Среди её учениц появились Ариса Хосики, Эри Суса, Ёко Бито и певица Юдзуки Аикава; на работу также была приглашена боец MMA Мика Нагано. Сама Фука выполняла роль конферансье, начиная каждое шоу с танцев. 21 января 2018 года Фука объявила об уходе из Stardom по причине ожидания появления на свет своего первенца.

## Вне реслинга
Какимото занималась также смешанными боевыми искусствами, выступая в Smackgirl. 17 августа 2005 года её дебютный бой против Тиаки Кавабита завершился проигрышем после болевого приёма «рычаг локтя». 29 ноября того же года Какимото этим же приёмом победила Эми Куроду, а 15 сентября 2006 года единогласным решением судей победила Майко Такахаси.
24 ноября 2008 года Какимото дебютировала в шутбоксинге против рестлерши Маи Итии, также занимавшейся MMA и являвшейся интерконтинентальной чемпионкой UKF среди женщин. После трёх раундов, в котором Итии получила жёлтую карточку за запрещённый удар, мнения судей разделились, и был назначен дополнительный раунд, по итогам которого Какимото победила единогласным судейским решением. 13 февраля 2010 года Фука провела последний поединок в шутбоксинге, завершая свою профессиональную карьеру, и проиграла Сюри Кондо решением большинства судей

## Личная жизнь
Отец Масахидэ и старший брат Гэнки неоднократно появлялись на матчах с участием Фуки. Ещё один старший брат, Даити — рестлер, выступал в 2003—2014 годах в промоушене Dramatic Dream Team.
Фука Какимото с декабря 2016 года состоит в отношениях с кикбоксером Икки, 19 июня 2017 года вышла за него замуж

## Достижения
- Европейская ассоциация реслинга
  - Чемпионка мира среди женщин — 1 раз[2][15]
- JDStar
  - Чемпионка среди женщин (принцесса Кэцудэка) — 1 раз[1]
  - Чемпионка Pro-Wrestling (принцесса Pro Wrestling) — 1 раз[1][2]
  - Чемпионка мира в командных боях по версии TWF — 1 раз с Сюу Сибутани[англ.][1]
  - Принцесса Лиги (2006)[1]
- Último Dragón Fiesta
  - Победительница Dragon Mixture Tournament (2006) — с Даити Какимото, Кота Ибуси и Сэйя Морохаси[13]

### Результаты выступлений в MMA-соревнованиях
| Боёв 3   | Побед 2 | Поражений 1 |
| -------- | ------- | ----------- |
| Сдачей   | 1       | 1           |
| Решением | 1       | 0           |

| Результат | Рекорд | Соперник       | Способ                     | Турнир                             | Дата             | Раунд | Время | Место         | Примечание |
| --------- | ------ | -------------- | -------------------------- | ---------------------------------- | ---------------- | ----- | ----- | ------------- | ---------- |
| Победа    | 2-1    | Майко Такахаси | Единогласное решение судей | Smackgirl: Women Hold Their Ground | 15 сентября 2006 | 2     | 5:00  | Токио, Япония | [ 40 ]     |
| Победа    | 1-1    | Эми Курода     | Рычаг локтя                | Smackgirl: Lightweight Anniversary | 29 ноября 2005   | 2     | 1:37  | Токио, Япония | [ 40 ]     |
| Поражение | 0-1    | Тияки Кавабита | Рычаг локтя                | Smackgirl: Dynamic!!               | 17 августа 2005  | 1     | 2:50  | Токио, Япония | [ 40 ]     |

| Kickboxing record                      | Kickboxing record | Kickboxing record | Kickboxing record          | Kickboxing record                        | Kickboxing record | Kickboxing record | Kickboxing record | Kickboxing record | Kickboxing record       |
| -------------------------------------- | ----------------- | ----------------- | -------------------------- | ---------------------------------------- | ----------------- | ----------------- | ----------------- | ----------------- | ----------------------- |
| 2 боя, 1 победа, 1 поражение, 0 ничьих |                   |                   |                            |                                          |                   |                   |                   |                   |                         |
| Итог                                   | Общий итог        | Противник         | Способ                     | Событие                                  | Дата              | Раунд             | Время             | Место             | Примечания              |
| Поражение                              | 1-1               | Сюри Кондо        | Решение большинства судей  | Shoot Boxing 25th Anniversary Series     | февраль 13, 2010  | 3                 | 3:00              | Токио, Япония     | По правилам шутбоксинга |
| Победа                                 | 1-0               | Маи Итии          | Единогласное решение судей | Shoot Boxing World Tournament S-Cup 2008 | ноябрь 24, 2008   | 3+1               | 2:00              | Сайтама, Япония   | По правилам шутбоксинга |

Легенда:  Победа
 Поражение
 Ничья/Отмена боя